# Tournoi de tennis de Bordeaux
Le BNP Paribas Primrose Bordeaux est un tournoi international de tennis masculin de l'ATP Challenger Tour qui se déroule à la Villa Primrose à Bordeaux. Il se joue depuis 2008.
Ce tournoi sur terre battue se déroule au mois de mai. Du fait de sa position dans le calendrier et de sa dotation de plus de 100 000 €, il attire des joueurs du Top 100 mondial car il sert de préparation à Roland-Garros. Les matchs ont lieu sur le court central Patrice Dominguez qui peut accueillir plus de 1 700 spectateurs ainsi que sur les deux courts annexes qui le jouxtent.
Entre 1979 et 1995, le tournoi de Bordeaux, alors connu sous l'appellation Grand Prix Passing Shot, se déroulait dans le cadre de l'ATP World Tour. 
Quelques-uns des meilleurs joueurs de la planète ont foulé la terre battue de la Villa Primrose : Ivan Lendl, Yannick Noah, Mats Wilander, Sergi Bruguera, Thomas Muster, Emilio Sánchez, Andreï Medvedev, Guy Forget mais aussi Ilie Nastase, Guillermo Vilas, Björn Borg et Andy Murray à la fin de leur carrière.
Les éditions 2020 et 2021 ont dû être annulées à cause de la pandémie de Covid-19 et de la suspension des compétitions par l'ATP.

## Primes et points ATP
Lors de l'édition 2024, la dotation totale du tournoi est de 205 000 €. Le vainqueur obtient 175 points ATP et empoche 30 330 €. En détail, la dotation est répartie de la façon suivante :
| Résultat               | Points ATP | Prime en simple | Prime en double (par paire) |
| ---------------------- | ---------- | --------------- | --------------------------- |
| Victoire               | 175        | 30 330 €        | 11 750 €                    |
| Finale                 | 100        | 17 885 €        | 6 780 €                     |
| Demi-finale            | 60         | 10 550 €        | 4 070 €                     |
| Quart de finale        | 32         | 6 140 €         | 2 410 €                     |
| 2e tour *              | 15         |                 |                             |
| 1er tour               | 0          | 2 180 €         | 1 350 €                     |
| * uniquement en simple |            |                 |                             |

## Palmarès

### Simple
| No | Date       | Nom et lieu du tournoi            | Catégorie      | Dotation       | Surface        | Vainqueur                  | Finaliste               | Score                   |                |
| -- | ---------- | --------------------------------- | -------------- | -------------- | -------------- | -------------------------- | ----------------------- | ----------------------- | -------------- |
| 1  | 01-10-1979 | Grand Prix Passing Shot, Bordeaux |                | 50 000 $       | Terre (ext.)   | Yannick Noah               | Harold Solomon          | 6-0, 6-7, 6-1, 1-6, 6-4 |                |
| 2  | 22-09-1980 | Grand Prix Passing Shot, Bordeaux |                | 50 000 $       | Terre (ext.)   | Mario Martínez             | Gianni Ocleppo          | 6-0, 7-5, 7-5           |                |
| 3  | 21-09-1981 | Grand Prix Passing Shot, Bordeaux |                | 75 000 $       | Terre (ext.)   | Andrés Gómez               | Thierry Tulasne         | 7-6, 7-6, 6-1           |                |
| 4  | 20-09-1982 | Grand Prix Passing Shot, Bordeaux |                | 75 000 $       | Terre (ext.)   | Hans Gildemeister          | Pablo Arraya            | 7-5, 6-1                |                |
| 5  | 19-09-1983 | Grand Prix Passing Shot, Bordeaux |                | 75 000 $       | Terre (ext.)   | Pablo Arraya               | Juan Aguilera           | 7-5, 7-5                |                |
| 6  | 17-09-1984 | Grand Prix Passing Shot, Bordeaux |                | 75 000 $       | Terre (ext.)   | José Higueras              | Francesco Cancellotti   | 7-6, 6-1                |                |
| 7  | 16-09-1985 | Grand Prix Passing Shot, Bordeaux |                | 80 000 $       | Terre (ext.)   | Diego Pérez                | Jimmy Brown             | 6-4, 7-6                |                |
| 8  | 07-07-1986 | Grand Prix Passing Shot, Bordeaux |                | 125 000 $      | Terre (ext.)   | Paolo Canè                 | Kent Carlsson           | 6-4, 1-6, 7-5           |                |
| 9  | 13-07-1987 | Grand Prix Passing Shot, Bordeaux |                | 125 000 $      | Terre (ext.)   | Emilio Sánchez             | Ronald Agenor           | 5-7, 6-4, 6-4           |                |
| 10 | 25-07-1988 | Grand Prix Passing Shot, Bordeaux |                | 215 000 $      | Terre (ext.)   | Thomas Muster              | Ronald Agenor           | 6-3, 6-3                |                |
| 11 | 25-09-1989 | Grand Prix Passing Shot, Bordeaux |                | 225 000 $      | Terre (ext.)   | Ivan Lendl                 | Emilio Sánchez          | 6-2, 6-2                |                |
| 12 | 10-09-1990 | Grand Prix Passing Shot, Bordeaux | World Series   | 270 000 $      | Terre (ext.)   | Guy Forget                 | Goran Ivanišević        | 6-4, 6-3                |                |
| 13 | 09-09-1991 | Grand Prix Passing Shot, Bordeaux | World Series   | 270 000 $      | Dur (ext.)     | Guy Forget                 | Olivier Delaitre        | 6-1, 6-3                |                |
| 14 | 14-09-1992 | Grand Prix Passing Shot, Bordeaux | World Series   | 300 000 $      | Dur (ext.)     | Andreï Medvedev            | Sergi Bruguera          | 6-3, 1-6, 6-2           |                |
| 15 | 13-09-1993 | Grand Prix Passing Shot, Bordeaux | World Series   | 330 000 $      | Dur (ext.)     | Sergi Bruguera             | Diego Nargiso           | 7-5, 6-2                |                |
| 16 | 12-09-1994 | Grand Prix Passing Shot, Bordeaux | World Series   | 375 000 $      | Dur (ext.)     | Wayne Ferreira             | Jeff Tarango            | 6-0, 7-5                |                |
| 17 | 11-09-1995 | Grand Prix Passing Shot, Bordeaux | World Series   | 375 000 $      | Dur (ext.)     | Yahiya Doumbia             | Jakob Hlasek            | 6-4, 6-4                |                |
|    | 1996-2007  | Pas de tournoi                    | Pas de tournoi | Pas de tournoi | Pas de tournoi | Pas de tournoi             | Pas de tournoi          | Pas de tournoi          | Pas de tournoi |
| 18 | 12-05-2008 | BNP Paribas Primrose, Bordeaux    | Challenger     | 85 000 € +H    | Terre (ext.)   | Eduardo Schwank            | Igor Kunitsyn           | 6-2, 6-2                | []             |
| 19 | 11-05-2009 | BNP Paribas Primrose, Bordeaux    | Challenger     | 85 000 € +H    | Terre (ext.)   | Marc Gicquel               | Mathieu Montcourt       | 3-6, 6-1, 6-4           | []             |
| 20 | 12-05-2010 | BNP Paribas Primrose, Bordeaux    | Challenger     | 85 000 € +H    | Terre (ext.)   | Richard Gasquet            | Michaël Llodra          | 4-6, 6-1, 6-4           | []             |
| 21 | 09-05-2011 | BNP Paribas Primrose, Bordeaux    | Challenger     | 85 000 € +H    | Terre (ext.)   | Marc Gicquel               | Horacio Zeballos        | 6-2, 6-4                | []             |
| 22 | 14-05-2012 | BNP Paribas Primrose, Bordeaux    | Challenger     | 85 000 € +H    | Terre (ext.)   | Martin Kližan              | Teymuraz Gabashvili     | 7-5, 6-3                | []             |
| 23 | 13-05-2013 | BNP Paribas Primrose, Bordeaux    | Challenger     | 85 000 € +H    | Terre (ext.)   | Gaël Monfils               | Michaël Llodra          | 7-5, 7-65               | []             |
| 24 | 12-05-2014 | BNP Paribas Primrose, Bordeaux    | Challenger     | 85 000 € +H    | Terre (ext.)   | Julien Benneteau           | Steve Johnson           | 6-3, 6-2                | []             |
| 25 | 11-05-2015 | BNP Paribas Primrose, Bordeaux    | Challenger     | 85 000 € +H    | Terre (ext.)   | Thanasi Kokkinakis         | Thiemo de Bakker        | 6-4, 1-6, 7-65          | []             |
| 26 | 09-05-2016 | BNP Paribas Primrose, Bordeaux    | Challenger     | 85 000 € +H    | Terre (ext.)   | Rogério Dutra Silva        | Bjorn Fratangelo        | 6-3, 6-1                | []             |
| 27 | 15-05-2017 | BNP Paribas Primrose, Bordeaux    | Challenger     | 106 000 € +H   | Terre (ext.)   | Steve Darcis               | Rogério Dutra Silva     | 7-62, 4-6, 7-5          | []             |
| 28 | 14-05-2018 | BNP Paribas Primrose, Bordeaux    | Challenger     | 106 000 € +H   | Terre (ext.)   | Reilly Opelka              | Grégoire Barrère        | 65-7, 6-4, 7-5          | []             |
| 29 | 29-04-2019 | BNP Paribas Primrose, Bordeaux    | Challenger     | 114 800 €      | Terre (ext.)   | Lucas Pouille              | Mikael Ymer             | 6-3, 6-3                | []             |
| –  | 2020-2021  | Tournoi annulé                    | Tournoi annulé | Tournoi annulé | Tournoi annulé | Tournoi annulé             | Tournoi annulé          | Tournoi annulé          | Tournoi annulé |
| 30 | 09-05-2022 | BNP Paribas Primrose, Bordeaux    | Challenger     | 134 920 €      | Terre (ext.)   | Alexei Popyrin             | Quentin Halys           | 2-6, 7-65, 7-64         | []             |
| 31 | 15-05-2023 | BNP Paribas Primrose, Bordeaux    | Challenger     | 200 000 €      | Terre (ext.)   | Ugo Humbert                | Tomás Martín Etcheverry | 7-63, 6-4               | []             |
| 32 | 13-05-2024 | BNP Paribas Primrose, Bordeaux    | Challenger     | 205 000 €      | Terre (ext.)   | Arthur Fils                | Pedro Martínez          | 6-2, 6-3                | []             |
| 33 | 12-05-2025 | BNP Paribas Primrose, Bordeaux    | Challenger     | 205 000 €      | Terre (ext.)   | Giovanni Mpetshi Perricard | Nikoloz Basilashvili    | 6-3, 65-7, 7-5          | []             |

### Double
| No | Date       | Nom et lieu du tournoi            | Catégorie      | Dotation       | Surface        | Vainqueurs                           | Finalistes                        | Score             |                |
| -- | ---------- | --------------------------------- | -------------- | -------------- | -------------- | ------------------------------------ | --------------------------------- | ----------------- | -------------- |
| 1  | 01-10-1979 | Grand Prix Passing Shot, Bordeaux |                | 50 000 $       | Terre (ext.)   | Patrice Dominguez Denis Naegelen     | Bernard Fritz Iván Molina         | 6-4, 6-4          |                |
| 2  | 22-09-1980 | Grand Prix Passing Shot, Bordeaux |                | 50 000 $       | Terre (ext.)   | John Feaver Gilles Moretton          | Gianni Ocleppo Ricardo Ycaza      | 6-3, 6-2          |                |
| 3  | 21-09-1981 | Grand Prix Passing Shot, Bordeaux |                | 75 000 $       | Terre (ext.)   | Andrés Gómez Belus Prajoux           | Jim Gurfein Anders Järryd         | 7-5, 6-3          |                |
| 4  | 20-09-1982 | Grand Prix Passing Shot, Bordeaux |                | 75 000 $       | Terre (ext.)   | Hans Gildemeister Andrés Gómez       | Anders Järryd Hans Simonsson      | 6-4, 6-2          |                |
| 5  | 19-09-1983 | Grand Prix Passing Shot, Bordeaux |                | 75 000 $       | Terre (ext.)   | Stefan Simonsson Magnus Tideman      | Francisco Yunis Juan Carlos Yunis | 6-4, 6-2          |                |
| 6  | 17-09-1984 | Grand Prix Passing Shot, Bordeaux |                | 75 000 $       | Terre (ext.)   | Pavel Složil Blaine Willenborg       | Loïc Courteau Guy Forget          | 6-1, 6-4          |                |
| 7  | 16-09-1985 | Grand Prix Passing Shot, Bordeaux |                | 80 000 $       | Terre (ext.)   | David Felgate Steve Shaw             | Libor Pimek Blaine Willenborg     | 6-4, 5-7, 6-4     |                |
| 8  | 07-07-1986 | Grand Prix Passing Shot, Bordeaux |                | 125 000 $      | Terre (ext.)   | Jordi Arrese David de Miguel         | Ronald Agenor Mansour Bahrami     | 7-5, 6-4          |                |
| 9  | 13-07-1987 | Grand Prix Passing Shot, Bordeaux |                | 125 000 $      | Terre (ext.)   | Sergio Casal Emilio Sánchez          | Darren Cahill Mark Woodforde      | 6-3, 6-3          |                |
| 10 | 25-07-1988 | Grand Prix Passing Shot, Bordeaux |                | 215 000 $      | Terre (ext.)   | Joakim Nyström Claudio Panatta       | Christian Miniussi Diego Nargiso  | 6-1, 6-4          |                |
| 11 | 25-09-1989 | Grand Prix Passing Shot, Bordeaux |                | 225 000 $      | Terre (ext.)   | Tomás Carbonell Carlos Di Laura      | Agustín Moreno Jaime Yzaga        | 6-4, 6-4          |                |
| 12 | 10-09-1990 | Grand Prix Passing Shot, Bordeaux | World Series   | 270 000 $      | Terre (ext.)   | Tomás Carbonell Libor Pimek          | Mansour Bahrami Yannick Noah      | 6-3, 6-7, 6-2     |                |
| 13 | 09-09-1991 | Grand Prix Passing Shot, Bordeaux | World Series   | 270 000 $      | Dur (ext.)     | Arnaud Boetsch Guy Forget            | Patrik Kühnen Alexander Mronz     | 6-2, 6-2          |                |
| 14 | 14-09-1992 | Grand Prix Passing Shot, Bordeaux | World Series   | 300 000 $      | Dur (ext.)     | Sergio Casal Emilio Sánchez          | Arnaud Boetsch Guy Forget         | 6-1, 6-4          |                |
| 15 | 13-09-1993 | Grand Prix Passing Shot, Bordeaux | World Series   | 330 000 $      | Dur (ext.)     | Pablo Albano Javier Frana            | David Adams Andreï Olhovskiy      | 7-6, 4-6, 6-3     |                |
| 16 | 12-09-1994 | Grand Prix Passing Shot, Bordeaux | World Series   | 375 000 $      | Dur (ext.)     | Olivier Delaitre Guy Forget          | Diego Nargiso Guillaume Raoux     | 6-2, 2-6, 7-5     |                |
| 17 | 11-09-1995 | Grand Prix Passing Shot, Bordeaux | World Series   | 375 000 $      | Dur (ext.)     | Saša Hiršzon Goran Ivanišević        | Henrik Holm Danny Sapsford        | 6-3, 6-4          |                |
|    | 1996-2007  | Pas de tournoi                    | Pas de tournoi | Pas de tournoi | Pas de tournoi | Pas de tournoi                       | Pas de tournoi                    | Pas de tournoi    | Pas de tournoi |
| 18 | 12-05-2008 | BNP Paribas Primrose, Bordeaux    | Challenger     | 85 000 € +H    | Terre (ext.)   | Diego Hartfield Sergio Roitman       | Tomasz Bednarek Dušan Vemić       | 6-4, 6-4          |                |
| 19 | 11-05-2009 | BNP Paribas Primrose, Bordeaux    | Challenger     | 85 000 € +H    | Terre (ext.)   | Pablo Cuevas Horacio Zeballos        | Xavier Pujo Stéphane Robert       | 4-6, 6-4, [10-4]  |                |
| 20 | 10-05-2010 | BNP Paribas Primrose, Bordeaux    | Challenger     | 85 000 € +H    | Terre (ext.)   | Nicolas Mahut Édouard Roger-Vasselin | Karol Beck Leoš Friedl            | 5-7, 6-3, [10-7]  |                |
| 21 | 09-05-2011 | BNP Paribas Primrose, Bordeaux    | Challenger     | 85 000 € +H    | Terre (ext.)   | Jamie Delgado Jonathan Marray        | Julien Benneteau Nicolas Mahut    | 7-5, 6-3          |                |
| 22 | 14-05-2012 | BNP Paribas Primrose, Bordeaux    | Challenger     | 85 000 € +H    | Terre (ext.)   | Martin Kližan Igor Zelenay           | Olivier Charroin Jonathan Marray  | 7-65, 4-6, [10-4] |                |
| 23 | 13-05-2013 | BNP Paribas Primrose, Bordeaux    | Challenger     | 85 000 € +H    | Terre (ext.)   | Christopher Kas Oliver Marach        | Nicholas Monroe Simon Stadler     | 2-6, 6-4, [10-1]  |                |
| 24 | 12-05-2014 | BNP Paribas Primrose, Bordeaux    | Challenger     | 85 000 € +H    | Terre (ext.)   | Marc Gicquel Serhiy Stakhovsky       | Ryan Harrison Alex Kuznetsov      | Forfait           |                |
| 25 | 11-05-2015 | BNP Paribas Primrose, Bordeaux    | Challenger     | 85 000 € +H    | Terre (ext.)   | Thiemo de Bakker Robin Haase         | Lucas Pouille Serhiy Stakhovsky   | 6-3, 7-5          |                |
| 26 | 09-05-2016 | BNP Paribas Primrose, Bordeaux    | Challenger     | 85 000 € +H    | Terre (ext.)   | Johan Brunström Andreas Siljeström   | Guillermo Durán Máximo González   | 6-1, 3-6, [10-4]  |                |
| 27 | 15-05-2017 | BNP Paribas Primrose, Bordeaux    | Challenger     | 106 000 € +H   | Terre (ext.)   | Purav Raja Divij Sharan              | Santiago González Artem Sitak     | 6-4, 6-4          |                |
| 28 | 14-05-2018 | BNP Paribas Primrose, Bordeaux    | Challenger     | 106 000 € +H   | Terre (ext.)   | Bradley Klahn Peter Polansky         | Guillermo Durán Máximo González   | 6-3, 3-6, [10-7]  |                |
| 29 | 29-04-2019 | BNP Paribas Primrose, Bordeaux    | Challenger     | 114 800 €      | Terre (ext.)   | Grégoire Barrère Quentin Halys       | Romain Arneodo Hugo Nys           | 6-4, 6-1          |                |
| –  | 2020-2021  | Tournoi annulé                    | Tournoi annulé | Tournoi annulé | Tournoi annulé | Tournoi annulé                       | Tournoi annulé                    | Tournoi annulé    | Tournoi annulé |
| 30 | 09-05-2022 | BNP Paribas Primrose, Bordeaux    | Challenger     | 134 920 €      | Terre (ext.)   | Rafael Matos David Vega Hernández    | Hugo Nys Jan Zieliński            | 6-4, 6-0          |                |
| 31 | 15-05-2023 | BNP Paribas Primrose, Bordeaux    | Challenger     | 200 000 €      | Terre (ext.)   | Lloyd Glasspool Harri Heliövaara     | Sadio Doumbia Fabien Reboul       | 6-4, 6-2          |                |
| 32 | 13-05-2024 | BNP Paribas Primrose, Bordeaux    | Challenger     | 200 500 €      | Terre (ext.)   | Julian Cash Robert Galloway          | Quentin Halys Nicolas Mahut       | 6-3, 7-62         |                |